# 世宗大王陵駅
世宗大王陵駅（セジョンデワンヌンえき）は、大韓民国京畿道驪州市陵西面新池里にある韓国鉄道公社（KORAIL）首都圏電鉄京江線の駅。当初は英陵駅（ヨンヌンえき）とされ、実際に国土交通部の告示で正式表記がなされていたが、開業直前になって世宗大王陵と改名された。

## 駅構造
- 相対式ホーム2面2線の高架駅。フルスクリーンタイプのホームドアが設置されている。

### 駅階層
| 地上 2階                       |                                          |                                                                |
| 相対式ホーム、左側のドアが開く |                                          |                                                                |
| 1番線                          | →●首都圏電鉄京江線 驪州方面へ（驪州駅）→ |                                                                |
| 2番線                          | ←●首都圏電鉄京江線 板橋方面へ（夫鉢駅）  |                                                                |
| 相対式ホーム、左側のドアが開く |                                          |                                                                |
| 地上 1階                       | コンコース階                             | 出入口、コンコース、自動券売機、改札口、エスカレーター、トイレ |

## 駅周辺
- 農協ハナロマート陵西店
- 陵西初等学校
- 楊花川
- 中部内陸高速道路西驪州IC、西驪州SA
- 英寧陵（朝鮮語版）（世宗大王陵/英陵・寧陵）：当駅名の由来だが、数キロ離れておりバスでのアクセスとなる。

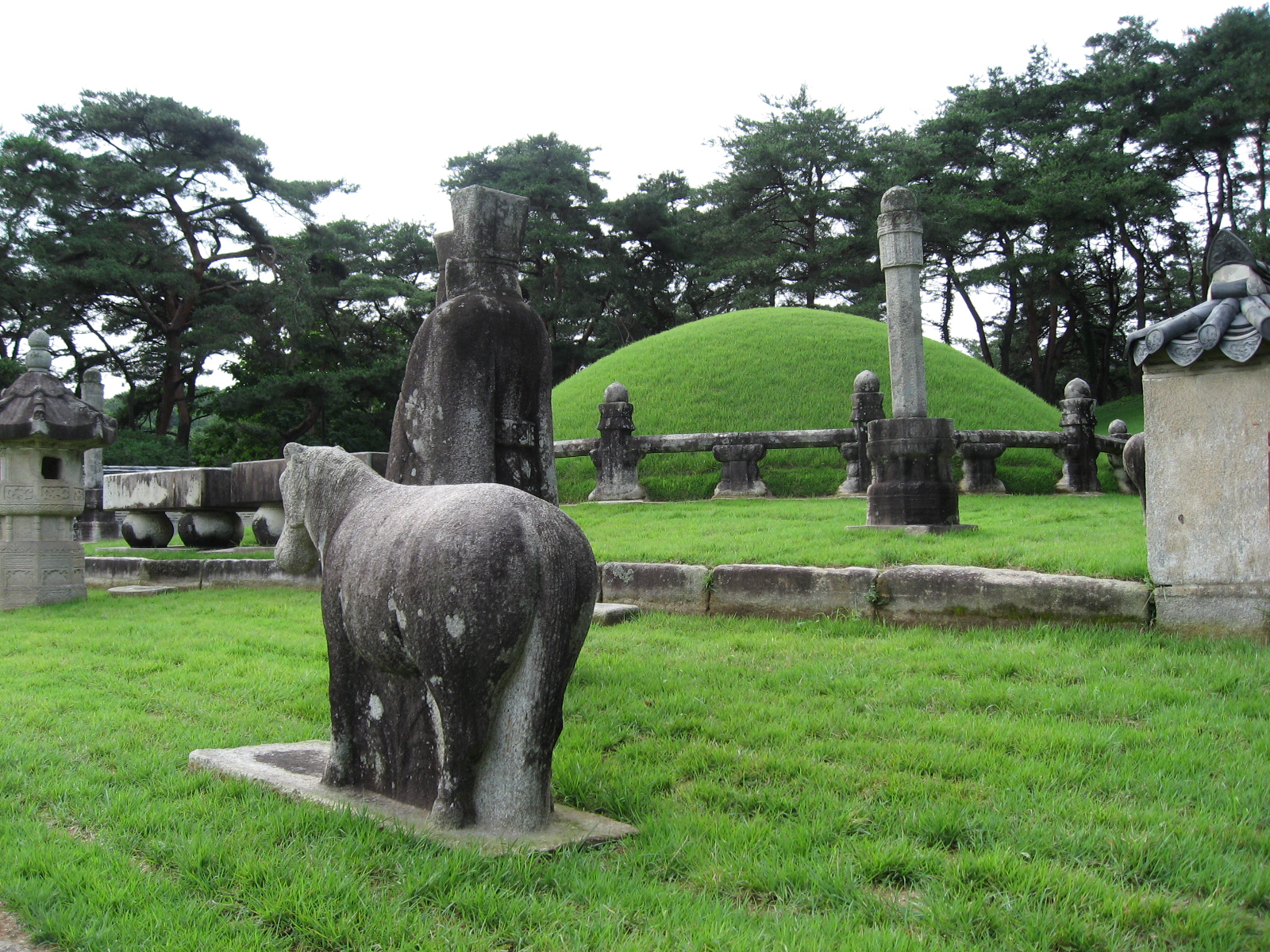
世宗大王陵

## バス
最寄りの停留所は《新池1里入口》(駅前に新設)、《陵西》
往復で一部異なる経路を取る系統もある。
KD輸送グループ
| 区分         | 系統              | 停留所      | 主要区間                                                             |
| ------------ | ----------------- | ----------- | -------------------------------------------------------------------- |
| 一般座席バス | 111               | 陵西        | 五白里 - 新元里 - 利川市総合運動場 - 夫鉢 - 利川バスターミナル       |
| 一般座席バス | 111               | 陵西        | 番都里 - 下洞 - 驪州市庁 - 驪州総合バスターミナル - 教洞 - 驪州大学  |
| 市内バス     | 904               | 新池1里入口 | 新池1里入口 - 世宗大王陵                                             |
| 市内バス     | 952、952-2        | 新池1里入口 | 梅柳2里 - (復路,世宗大王陵) - 市庁・市民会館・驪州総合バスターミナル |
| 市内バス     | 953、953-1、953-2 | 新池1里入口 | 馬来里 - 市庁・市民会館・驪州総合バスターミナル                      |
| 市内バス     | 955-1             | 新池1里入口 | 広大2里入口 - 市庁・市民会館・驪州総合バスターミナル                 |

## 歴史
- 2016年
  - 4月29日 - 国土交通部、京江線距離告示。ただし当駅を「英陵」としていた（施行は9月の開業時）[3]。
  - 7月 - 地元市民団体が「世宗大王陵」の駅名採用を求めてデモ[4]。
  - 8月28日 - 国土交通部、当路線開業の「プレスリリース」で当駅を「世宗大王陵」と表記（ただし、国土部は駅名制定についてのガイドラインに適合していないとの立場[5]であり、告示の修正は現時点でしていない[6]。）なお、各駅の路線図などは世宗大王陵の表記が既に採用されている。
  - 9月13日 - 秋夕に合わせ6日間無料運行（日中1時間間隔）[7]。
  - 9月20日 - 国土部告示にて当駅を正式に「世宗大王陵」と確定[8]。
  - 9月24日 - 京江線開業、首都圏電鉄京江線運行開始。

## ギャラリー

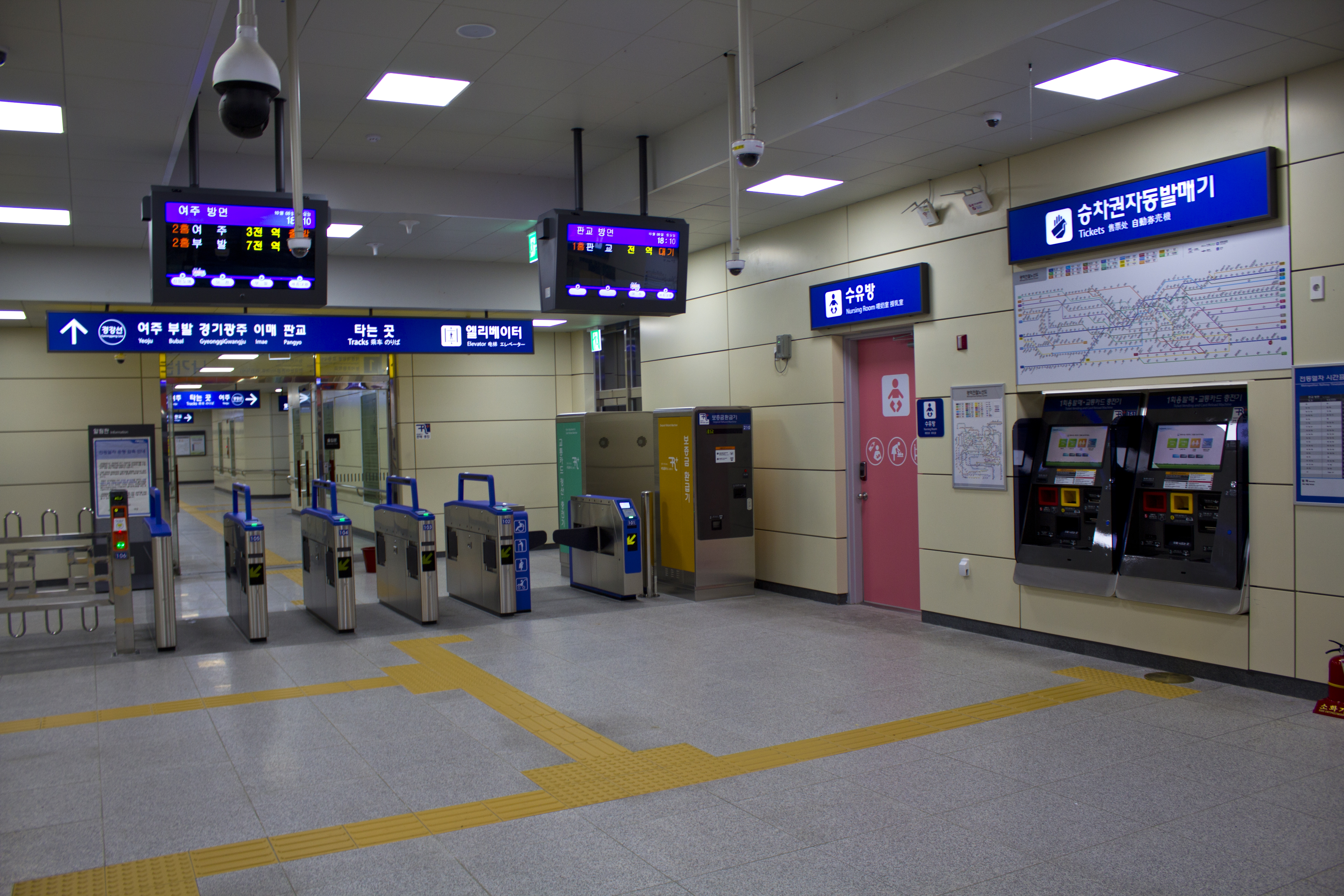
改札口
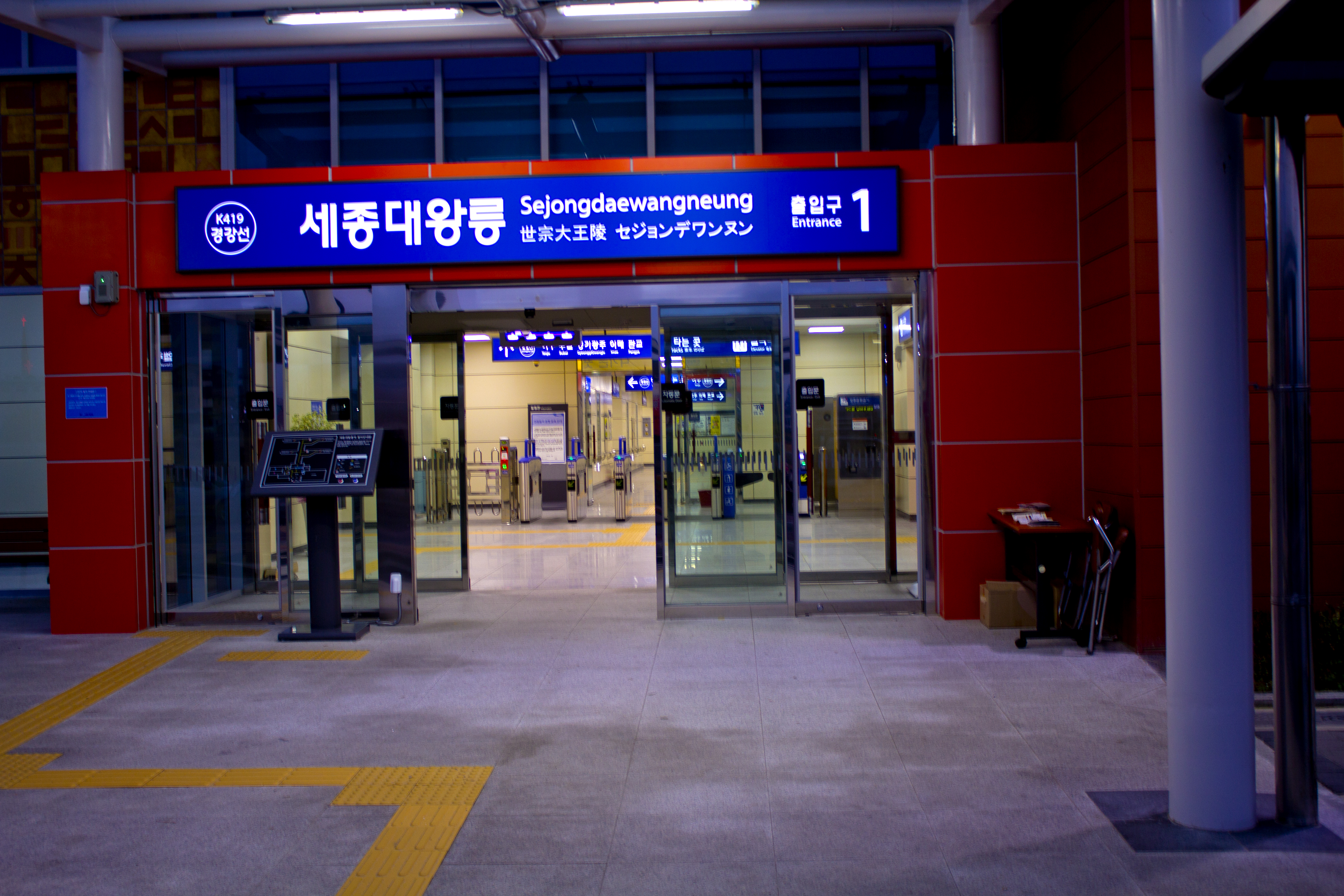
出口1

## 隣の駅
韓国鉄道公社
京江線（首都圏電鉄京江線）
夫鉢駅 (K418) - 世宗大王陵駅 (K419)  - 驪州駅 (K420)

## 参照
- 利川市公式サイトでの世宗大王陵表記の駅画像集(2016年9月5日)
- 京畿道庁公式サイトでの世宗大王陵での表記(2016年8月24日)